# Indirekte Bremse
Die indirekte oder selbsttätige Bremse ist die derzeit meistverbreitete Bauart der Eisenbahndruckluftbremsen.
Die Bremse heißt indirekt, weil die Druckluft in einer durch das Eisenbahnfahrzeug oder durch den gesamten Zug durchgehenden Bremsleitung (Hauptluftleitung) nicht die Bremszylinder direkt betätigt, sondern ein Steuerventil oder eine Bremsventilkombination ansteuert, das dann aus einem separaten Hilfsluftbehälter die Druckluft in die Bremszylinder einströmen lässt. Mit der Entwicklung der selbsttätigen Bremse wurde bei Zügen eine schnelle Durchschlagsgeschwindigkeit, das heißt ein schnelles Ansprechen auch der letzten Wagen des Zuges erreicht. Bei Zugtrennungen oder übermäßigen Undichtigkeiten erfolgt immer eine Bremsung des Zuges. Mit Notbremsventilen kann damit auch in jedem an die Hauptluftleitung angeschlossenen Fahrzeug im Zug die Luftleitung schnell evakuiert und der Zug oder das Eisenbahnfahrzeug angehalten werden.

## Funktion

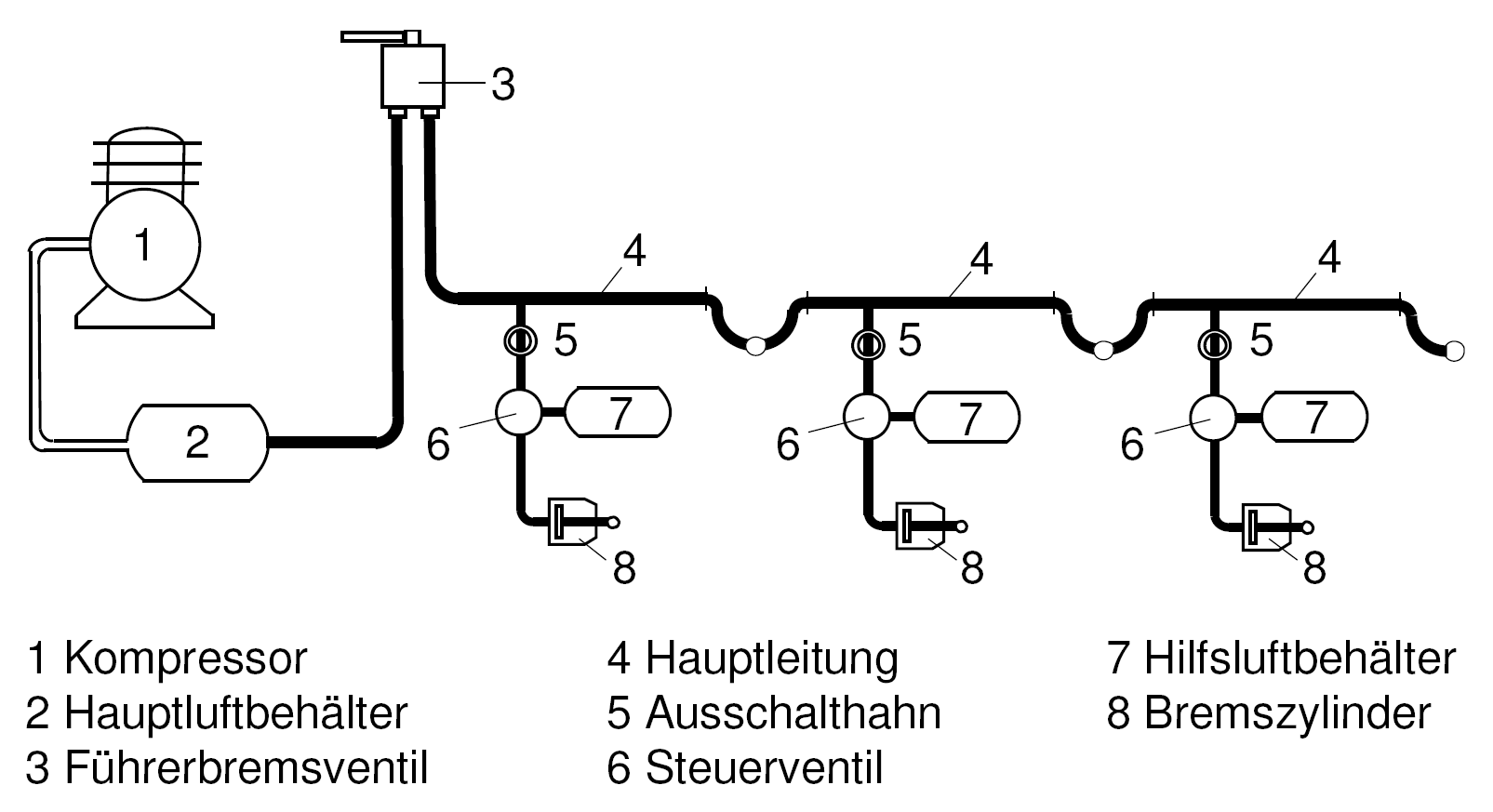
Prinzip der indirekt wirkenden Druckluftbremse

In der Lösestellung steht in der Hauptluftleitung ein gleichbleibender Druck von ca. 5,0 bar an. Die Hilfsluftbehälter der einzelnen Fahrzeuge oder des Zuges werden gefüllt. Das Führerbremsventil auf dem Triebfahrzeug sorgt mit einem Druckregler für einen gleichbleibenden Druck in der Hauptluftleitung und gleicht Undichtigkeiten der Kupplungen bis zu einem gewissen Grad aus. Die Bremszylinder befinden sich in Grundstellung.
Durch Verminderung des Hauptluftleitungsdruckes steuern die Steuerventile um und die Luft aus den Hilfsluftbehältern betätigt die Bremszylinder und damit die mechanische Bremse. Die Bremskraft kann je nach Druckminderung im Führerbremsventil stufenweise gesteigert werden. Das Lösen der Bremse erfolgt durch Druckerhöhung in der durchgehenden Hauptluftleitung auf den normalen Regeldruck.
Bei diesem Grundprinzip spricht man von einer selbsttätigen Einkammerdruckluftbremse.

## Bauarten
Die Entwicklung der Schienenfahrzeugtechnik und der gefahrenen Geschwindigkeiten erforderten immer präzisere Bremstechniken. Hatte man mit der Druckluftbremse ein sicheres und dem rauen Eisenbahnbetrieb entsprechendes System erfunden, galt es nunmehr, die Steuerungstechnik zu verfeinern. Federführend in Europa waren dabei die Firmen Knorr-Bremse und Westinghouse. Diese Firmen entwickelten die einlösige Druckluftbremse weiter, und es entstanden unter anderem mehrlösige Bauformen wie die Kunze-Knorr-Bremse (KK), die Hildebrand-Knorr-Bremse (HiK), die Westinghouse-Bremse, die Knorr-Einheits-Bremse (KE) und so weiter. Während die Grundlagen der Bremstechnik, nämlich die Betätigung der Bremsen durch Absenken des Hauptluftleitungsdruckes, gleich blieben, unterscheiden sich die Bauarten durch verschiedene Steuer- und Übertragungsorgane, geschwindigkeits- und lastabhängige Bremswirkungen und Möglichkeiten der Abstufung oder Beibehaltung der Bremskraft.
- Siehe auch Druckluftbremse (Eisenbahn)
- Siehe auch Steuerventil (Eisenbahn)